# Playoffs NBA 1976
Navigation
1975 1977
Les playoffs NBA 1976 sont les playoffs de la saison 1975-1976. Ils se terminent sur la victoire des Celtics de Boston face aux Suns de Phoenix quatre matches à deux lors des Finales NBA.

## Qualification pour les playoffs
Dans chaque conférence, les cinq meilleures équipes sont qualifiées pour les playoffs au terme de la saison régulière.
| Champion de division | Qualifié pour les playoffs | Éliminé des playoffs |

| Rang | Franchise                | V  | D  | PCT  | R  | Dom   | Ext   | Div.  |
| ---- | ------------------------ | -- | -- | ---- | -- | ----- | ----- | ----- |
| 1    | Celtics de Boston        | 54 | 28 | .659 | –  | 31–10 | 23–18 | 13–8  |
| 2    | Cavaliers de Cleveland   | 49 | 33 | .598 | –  | 29–12 | 20–21 | 15–11 |
| 3    | Bullets de la Washington | 48 | 34 | .585 | 1  | 31–10 | 17–24 | 14–12 |
| 4    | Braves de Buffalo        | 46 | 36 | .561 | 8  | 28–14 | 18–22 | 10–11 |
| 5    | 76ers de Philadelphie    | 46 | 36 | .561 | 8  | 34–7  | 12–29 | 9–12  |
|      |                          |    |    |      |    |       |       |       |
| 6    | Rockets de Houston       | 40 | 42 | .488 | 9  | 27–13 | 13–29 | 14–12 |
| 7    | Knicks de New York       | 38 | 44 | .463 | 16 | 24–17 | 14–27 | 10–11 |
| 8    | Jazz de la Nwe-Orléans   | 38 | 44 | .463 | 11 | 22–19 | 16–25 | 15–11 |
| 9    | Hawks d'Atlanta          | 29 | 53 | .354 | 20 | 20–21 | 9–32  | 7–19  |

| Rang | Franchise                 | V  | D  | PCT  | R  | Dom   | Ext   | Div.  |
| ---- | ------------------------- | -- | -- | ---- | -- | ----- | ----- | ----- |
| 1    | Warriors de Golden State  | 59 | 23 | .720 | –  | 36–5  | 23–18 | 17–9  |
| 2    | SuperSonics de Seattle    | 43 | 39 | .524 | 16 | 31–10 | 12–29 | 12–14 |
| 3    | Suns de Phoenix           | 42 | 40 | .512 | 17 | 27-14 | 15-26 | 15–11 |
| 4    | Bucks de Milwaukee        | 38 | 44 | .463 | –  | 22–19 | 16–25 | 13–8  |
| 5    | Pistons de Détroit        | 36 | 46 | .439 | 2  | 24–17 | 12–29 | 12–9  |
|      |                           |    |    |      |    |       |       |       |
| 6    | Lakers de Los Angeles     | 40 | 42 | .488 | 19 | 31–11 | 9–31  | 10–16 |
| 7    | Trail Blazers de Portland | 37 | 45 | .451 | 22 | 25–15 | 12–30 | 11–15 |
| 8    | Kings de Kansas City      | 31 | 51 | .378 | 7  | 25–16 | 6–35  | 10–11 |
| 9    | Bulls de Chicago          | 24 | 58 | .293 | 14 | 15–26 | 9–32  | 7–14  |

## Fonctionnement
Dans chaque conférence les quatrième et cinquième se rencontrent lors d'un premier tour au meilleur des trois matchs. Le vainqueur affrontant ensuite en demi-finales de conférence le premier de la conférence, l'autre demi-finales opposant les deuxième et troisième de conférence au meilleur des sept matches. Les gagnants se rencontrent ensuite en Finales de Conférence au meilleur des sept matches. Les deux gagnants se rencontrent lors des finales NBA, qui se jouent au meilleur des sept matches.
Les séries se déroulent de la manière suivante :
| Match | Premier tour    | Conférence (demi-finales et finales) | Finales NBA     |   |                |                |                |
| ----- | --------------- | ------------------------------------ | --------------- | - | -------------- | -------------- | -------------- |
| Match | Premier tour    | Conférence (demi-finales et finales) | Finales NBA     | 1 | Meilleur bilan | Meilleur bilan | Meilleur bilan |
| 2     | Moins bon bilan | Meilleur bilan                       | Meilleur bilan  |   |                |                |                |
| 3     | Meilleur bilan  | Moins bon bilan                      | Moins bon bilan |   |                |                |                |
| 4     | Série terminée  | Moins bon bilan                      | Moins bon bilan |   |                |                |                |
| 5     | Série terminée  | Meilleur bilan                       | Meilleur bilan  |   |                |                |                |
| 6     | Série terminée  | Moins bon bilan                      | Moins bon bilan |   |                |                |                |
| 7     | Série terminée  | Meilleur bilan                       | Meilleur bilan  |   |                |                |                |

## Tableau
|  | Premier tour     | Premier tour          | Premier tour             |                        |   | Demi-finales de Conférence | Demi-finales de Conférence | Demi-finales de Conférence |  |   | Finales de Conférence    | Finales de Conférence | Finales de Conférence |   |  | Finales NBA | Finales NBA | Finales NBA |
|  |                  |                       |                          |                        |   |                            |                            |                            |  |   |                          |                       |                       |   |  |             |             |             |
|  |                  |                       |                          |                        |   |                            |                            |                            |  |   |                          |                       |                       |   |  |             |             |             |
|  |                  | 1                     | Celtics de Boston        | 4                      |   |                            |                            |                            |  |   |                          |                       |                       |   |  |             |             |             |
|  |                  |                       |                          | 4                      |   |                            |                            |                            |  |   |                          |                       |                       |   |  |             |             |             |
|  |                  |                       | 5                        | Braves de Buffalo      | 2 |                            |                            |                            |  |   |                          |                       |                       |   |  |             |             |             |
|  | 4                | 76ers de Philadelphie | 5                        | Braves de Buffalo      | 2 | 1                          |                            |                            |  |   |                          |                       |                       |   |  |             |             |             |
|  | 4                | 76ers de Philadelphie |                          |                        |   | 1                          |                            |                            |  |   |                          |                       |                       |   |  |             |             |             |
|  | 5                | Braves de Buffalo     | 2                        |                        |   |                            |                            |                            |  |   |                          |                       |                       |   |  |             |             |             |
|  | 5                | Braves de Buffalo     | 2                        |                        |   |                            |                            |                            |  | 1 | Celtics de Boston        | 4                     |                       |   |  |             |             |             |
|  | Conférence Est   |                       |                          |                        |   |                            |                            |                            |  | 1 | Celtics de Boston        | 4                     |                       |   |  |             |             |             |
|  |                  | 2                     | Cavaliers de Cleveland   | 2                      |   |                            |                            |                            |  |   |                          |                       |                       |   |  |             |             |             |
|  |                  | 2                     | Cavaliers de Cleveland   | 2                      |   |                            |                            |                            |  |   |                          |                       |                       |   |  |             |             |             |
|  |                  |                       |                          |                        |   |                            |                            |                            |  |   |                          |                       |                       |   |  |             |             |             |
|  |                  |                       |                          |                        |   |                            |                            |                            |  |   |                          |                       |                       |   |  |             |             |             |
|  |                  | 3                     | Bullets de Washington    | 3                      |   |                            |                            |                            |  |   |                          |                       |                       |   |  |             |             |             |
|  |                  |                       |                          | 3                      |   |                            |                            |                            |  |   |                          |                       |                       |   |  |             |             |             |
|  |                  |                       | 2                        | Cavaliers de Cleveland | 4 |                            |                            |                            |  |   |                          |                       |                       |   |  |             |             |             |
|  |                  |                       | 2                        | Cavaliers de Cleveland | 4 |                            |                            |                            |  |   |                          |                       |                       |   |  |             |             |             |
|  |                  |                       |                          |                        |   |                            |                            |                            |  |   |                          |                       |                       |   |  |             |             |             |
|  |                  |                       |                          |                        |   |                            |                            |                            |  |   |                          |                       |                       |   |  |             |             |             |
|  |                  |                       |                          |                        |   |                            |                            |                            |  |   |                          | E1                    | Celtics de Boston     | 4 |  |             |             |             |
|  |                  |                       |                          |                        |   |                            |                            |                            |  |   |                          |                       |                       |   |  |             |             |             |
|  |                  | O3                    | Suns de Phoenix          | 2                      |   |                            |                            |                            |  |   |                          |                       |                       |   |  |             |             |             |
|  |                  | O3                    | Suns de Phoenix          | 2                      |   |                            |                            |                            |  |   |                          |                       |                       |   |  |             |             |             |
|  |                  |                       |                          |                        |   |                            |                            |                            |  |   |                          |                       |                       |   |  |             |             |             |
|  |                  |                       |                          |                        |   |                            |                            |                            |  |   |                          |                       |                       |   |  |             |             |             |
|  |                  | 1                     | Warriors de Golden State | 4                      |   |                            |                            |                            |  |   |                          |                       |                       |   |  |             |             |             |
|  |                  |                       |                          | 4                      |   |                            |                            |                            |  |   |                          |                       |                       |   |  |             |             |             |
|  |                  |                       | 5                        | Pistons de Détroit     | 2 |                            |                            |                            |  |   |                          |                       |                       |   |  |             |             |             |
|  | 4                | Bucks de Milwaukee    | 5                        | Pistons de Détroit     | 2 | 1                          |                            |                            |  |   |                          |                       |                       |   |  |             |             |             |
|  | 4                | Bucks de Milwaukee    |                          |                        |   | 1                          |                            |                            |  |   |                          |                       |                       |   |  |             |             |             |
|  | 5                | Pistons de Détroit    | 2                        |                        |   |                            |                            |                            |  |   |                          |                       |                       |   |  |             |             |             |
|  | 5                | Pistons de Détroit    | 2                        |                        |   |                            |                            |                            |  | 1 | Warriors de Golden State | 3                     |                       |   |  |             |             |             |
|  | Conférence Ouest |                       |                          |                        |   |                            |                            |                            |  | 1 | Warriors de Golden State | 3                     |                       |   |  |             |             |             |
|  |                  | 3                     | Suns de Phoenix          | 4                      |   |                            |                            |                            |  |   |                          |                       |                       |   |  |             |             |             |
|  |                  | 3                     | Suns de Phoenix          | 4                      |   |                            |                            |                            |  |   |                          |                       |                       |   |  |             |             |             |
|  |                  |                       |                          |                        |   |                            |                            |                            |  |   |                          |                       |                       |   |  |             |             |             |
|  |                  |                       |                          |                        |   |                            |                            |                            |  |   |                          |                       |                       |   |  |             |             |             |
|  |                  | 3                     | Suns de Phoenix          | 4                      |   |                            |                            |                            |  |   |                          |                       |                       |   |  |             |             |             |
|  |                  |                       |                          | 4                      |   |                            |                            |                            |  |   |                          |                       |                       |   |  |             |             |             |
|  |                  |                       | 2                        | SuperSonics de Seattle | 2 |                            |                            |                            |  |   |                          |                       |                       |   |  |             |             |             |
|  |                  |                       | 2                        | SuperSonics de Seattle | 2 |                            |                            |                            |  |   |                          |                       |                       |   |  |             |             |             |
|  |                  |                       |                          |                        |   |                            |                            |                            |  |   |                          |                       |                       |   |  |             |             |             |

## Scores

### Premier tour

#### Conférence Est
(1) Celtics de Boston, (2) Cavaliers de Cleveland  et (3) Bullets de Washington  sont exemptés de premier tour.
(4) 76ers de Philadelphie vs. (5) Braves de Buffalo : les Braves gagnent la série 2-1
- Match 1 à Philadelphie: Buffalo 95, Philadelphie 89
- Match 2 à Buffalo: Philadelphia 131, Buffalo 106
- Match 3 à Philadelphie: Buffalo 124, Philadelphie 123 (OT)

#### Conférence Ouest
(1) Warriors de Golden State, (2) SuperSonics de Seattle  et (3) Suns de Phoenix  sont exemptés de premier tour.
(4) Bucks de Milwaukee vs. (5) Pistons de Détroit : les Pistons gagnent la série 2-1
- Match 1 à Milwaukee: Milwaukee 110, Detroit 107
- Match 2 à Detroit: Detroit 126, Milwaukee 123
- Match 3 à Milwaukee: Detroit 107, Milwaukee 104

### Demi-finales de Conférence

#### Conférence Est
(1) Celtics de Boston vs. (5) Braves de Buffalo : les Celtics gagne la série 4-2
- Match 1 à Boston: Boston 107, Buffalo 98
- Match 2 à Boston: Boston 101, Buffalo 96
- Match 3 à Buffalo: Buffalo 98, Boston 93
- Match 4 à Buffalo: Buffalo 124, Boston 122
- Match 5 à Boston: Boston 99, Buffalo 88
- Match 6 à Buffalo: Boston 104, Buffalo 100

(2) Cavaliers de Cleveland vs. (3) Bullets de Washington : les Cavaliers gagne la série 4-3
- Match 1 à Cleveland: Washington 100, Cleveland 95
- Match 2 à Washington: Cleveland 80, Washington 79
- Match 3 à Cleveland: Cleveland 88, Washington 76
- Match 4 à Washington: Washington 109, Cleveland 98
- Match 5 à Cleveland: Cleveland 92, Washington 91
- Match 6 à Washington: Washington 102, Cleveland 98 (OT)
- Match 7 à Cleveland: Cleveland 87, Washington 85

#### Conférence Ouest
(1) Warriors de Golden State vs. (5) Pistons de Détroit : les Warriors gagne la série 4-2
- Match 1 à Golden State: Golden State 127, Detroit 103
- Match 2 à Golden State: Detroit 123, Golden State 111
- Match 3 à Detroit: Golden State 113, Detroit 96
- Match 4 à Detroit: Detroit 106, Golden State 102
- Match 5 à Golden State: Golden State 128, Detroit 109
- Match 6 à Detroit: Golden State 118, Detroit 116 (OT)

(2) SuperSonics de Seattle vs. (3) Suns de Phoenix: les Suns gagne la série 4-2
- Match 1 à Seattle: Seattle 102, Phoenix 99
- Match 2 à Seattle: Phoenix 116, Seattle 111
- Match 3 à Phoenix: Phoenix 103, Seattle 91
- Match 4 à Phoenix: Phoenix 130, Seattle 104
- Match 5 à Seattle: Seattle 114, Phoenix 108
- Match 6 à Phoenix: Phoenix 123, Seattle 112

### Finales de Conférence

#### Conférence Est
(1) Celtics de Boston vs. (2) Cavaliers de Cleveland : les Celtics gagne la série 4-2
- Match 1 à Boston: Boston 111, Cleveland 99
- Match 2 à Boston: Boston 94, Cleveland 89
- Match 3 à Cleveland: Cleveland 83, Boston 78
- Match 4 à Cleveland: Cleveland 106, Boston 87
- Match 5 à Boston: Boston 99, Cleveland 94
- Match 6 à Cleveland: Boston 94, Cleveland 87

#### Conférence Ouest
(1) Warriors de Golden State vs. (3) Suns de Phoenix: les Suns gagne la série 4-3
- Match 1 à Golden State: Golden State 128, Phoenix 103
- Match 2 à Golden State: Phoenix 108, Golden State 101
- Match 3 à Phoenix: Golden State 99, Phoenix 91
- Match 4 à Phoenix: Phoenix 133, Golden State 129 (2OT)
- Match 5 à Golden State: Golden State 111, Phoenix 95
- Match 6 à Phoenix: Phoenix 105, Golden State 104
- Match 7 à Golden State: Phoenix 94, Golden State 86

### Match 1
| 23 mai 1976 | Rapport | Suns de Phoenix 87, Celtics de Boston 98           | Suns de Phoenix 87, Celtics de Boston 98 | Suns de Phoenix 87, Celtics de Boston 98 |  | Boston Garden, Boston Affluence : 15 320 |
| 23 mai 1976 | Rapport | Score par quart-temps : 20-22, 19-22, 27-27, 19-27 |                                          |                                          |  | Boston Garden, Boston Affluence : 15 320 |
| 23 mai 1976 | Rapport | Alvan Adams 26                                     | Points                                   | Dave Cowens 25                           |  | Boston Garden, Boston Affluence : 15 320 |
| 23 mai 1976 | Rapport | Boston mène la série 1 à 0                         |                                          |                                          |  | Boston Garden, Boston Affluence : 15 320 |

### Match 2
| 27 mai 1976 | Rapport | Suns de Phoenix 90, Celtics de Boston 105          | Suns de Phoenix 90, Celtics de Boston 105 | Suns de Phoenix 90, Celtics de Boston 105 |  | Boston Garden, Boston Affluence : 15 320 |
| 27 mai 1976 | Rapport | Score par quart-temps : 25-24, 16-22, 16-34, 33-25 |                                           |                                           |  | Boston Garden, Boston Affluence : 15 320 |
| 27 mai 1976 | Rapport | Paul Westphal 28                                   | Points                                    | John Havlicek 23                          |  | Boston Garden, Boston Affluence : 15 320 |
| 27 mai 1976 | Rapport | Boston mène la série 2 à 0                         |                                           |                                           |  | Boston Garden, Boston Affluence : 15 320 |

### Match 3
| 30 mai 1976 | Rapport | Celtics de Boston 98, Suns de Phoenix 105          | Celtics de Boston 98, Suns de Phoenix 105 | Celtics de Boston 98, Suns de Phoenix 105 |  | Arizona Veterans Memorial Coliseum, Phoenix Affluence : 12 884 |
| 30 mai 1976 | Rapport | Score par quart-temps : 17-26, 22-26, 26-26, 33-27 |                                           |                                           |  | Arizona Veterans Memorial Coliseum, Phoenix Affluence : 12 884 |
| 30 mai 1976 | Rapport | Jo Jo White 24                                     | Points                                    | Alvan Adams 33                            |  | Arizona Veterans Memorial Coliseum, Phoenix Affluence : 12 884 |
| 30 mai 1976 | Rapport | Boston mène la série 2 à 1                         |                                           |                                           |  | Arizona Veterans Memorial Coliseum, Phoenix Affluence : 12 884 |

### Match 4
| 2 juin 1976 | Rapport | Celtics de Boston 107, Suns de Phoenix 109         | Celtics de Boston 107, Suns de Phoenix 109 | Celtics de Boston 107, Suns de Phoenix 109 |  | Arizona Veterans Memorial Coliseum, Phoenix Affluence : 13 306 Arbitres : Don Murphy et Manny Sokol |
| 2 juin 1976 | Rapport | Score par quart-temps : 30-35, 27-25, 23-27, 27-22 |                                            |                                            |  | Arizona Veterans Memorial Coliseum, Phoenix Affluence : 13 306 Arbitres : Don Murphy et Manny Sokol |
| 2 juin 1976 | Rapport | Jo Jo White 25                                     | Points                                     | Paul Westphal 28                           |  | Arizona Veterans Memorial Coliseum, Phoenix Affluence : 13 306 Arbitres : Don Murphy et Manny Sokol |
| 2 juin 1976 | Rapport | Égalité dans la série 2 à 2                        |                                            |                                            |  | Arizona Veterans Memorial Coliseum, Phoenix Affluence : 13 306 Arbitres : Don Murphy et Manny Sokol |

### Match 5
| 27 mai 1976 | Rapport | Suns de Phoenix 126, Celtics de Boston 128                                         | Suns de Phoenix 126, Celtics de Boston 128 | Suns de Phoenix 126, Celtics de Boston 128      | 3OT | Boston Garden, Boston Affluence : 15 320 |
| 27 mai 1976 | Rapport | Score par quart-temps : 18-36, 27-25, 27-16, 23-18 - OT1 6-6 OT2 11-11, OT : 14-16 |                                            |                                                 | 3OT | Boston Garden, Boston Affluence : 15 320 |
| 27 mai 1976 | Rapport | Sobers, Westphal 25 Curtis Perry 15 Perry, Sobers 6                                | Points Rebonds Passes d.                   | Jo Jo White 33 Havlicek, Cowens 5 Jo Jo White 9 | 3OT | Boston Garden, Boston Affluence : 15 320 |
| 27 mai 1976 | Rapport | Boston mène la série 3 à 2                                                         |                                            |                                                 | 3OT | Boston Garden, Boston Affluence : 15 320 |

### Match 6
| 6 juin 1976 | Rapport | Celtics de Boston 87, Suns de Phoenix 80           | Celtics de Boston 87, Suns de Phoenix 80 | Celtics de Boston 87, Suns de Phoenix 80 |  | Arizona Veterans Memorial Coliseum, Phoenix Affluence : 12 884 |
| 6 juin 1976 | Rapport | Score par quart-temps : 20-20, 18-13, 19-23, 30-24 |                                          |                                          |  | Arizona Veterans Memorial Coliseum, Phoenix Affluence : 12 884 |
| 6 juin 1976 | Rapport | Charlie Scott 25                                   | Points                                   | Alvan Adams 20                           |  | Arizona Veterans Memorial Coliseum, Phoenix Affluence : 12 884 |
| 6 juin 1976 | Rapport | Boston gagne la série 4 à 2                        |                                          |                                          |  | Arizona Veterans Memorial Coliseum, Phoenix Affluence : 12 884 |